# Bataille d'Abou Douhour
Ne doit pas être confondu avec Offensive d'Abou Douhour.
Guerre civile syrienne
Batailles
La bataille d'Abou Douhour a lieu lors de la guerre civile syrienne. Après deux années de siège, les rebelles islamistes lancent un assaut décisif le 28 août 2015 sur l'aéroport d'Abou Douhour et s'en emparent le 9 septembre. 

## Prélude
Le 30 août 2012, les rebelles attaquent l'aéroport d'Abou Douhour, la plus importante base aérienne du gouvernorat d'Idleb avec celle de Taftanaz. Les assaillants s'emparent rapidement d'une partie de la base et revendique également la destruction d'un avion peu après son décollage.
À partir de septembre 2012, les rebelles continuent d'assiéger l'aéroport.

## Déroulement

Carte de la progression des rebelles.
Contrôlé par le gouvernement syrien et ses alliés
Contrôlé par les rebelles

Après la chute des villes d'Idleb le 28 mars 2015, de Jisr al-Choghour le 25 avril suivant et d'Ariha le 28 mai, prises par l'Armée de la conquête, l'aéroport militaire d'Abou Douhour est la dernière position tenue par l'armée arabe syrienne dans le gouvernorat d'Idleb.
Le 25 août 2015, une attaque échoue, 10 hommes du Front al-Nosra sont tués selon l'Observatoire syrien des droits de l'homme (OSDH).
Le 28 août 2015, les rebelles lancent l'assaut décisif. Des kamikazes du Front al-Nosra sur motos mènent des attaques-suicides sur les positions loyalistes. L'aviation bombarde intensément le secteur mais elle ne parvient pas à empêcher les djihadistes d'avancer. Ces derniers prennent le contrôle du portail d'entrée de l'aéroport et de positions en périphérie. Au moins 16 soldats et 18 djihadistes sont tués selon l'OSDH.
Le soir du 8 septembre, les rebelles profitent d'une tempête de sable pour pénétrer dans l'aéroport, le lendemain matin la base aérienne est entre leurs mains. Les soldats du régime tentent alors de faire une percée et se replier sur la province d'Alep, à l'est,,,.
Après cette défaite, l'armée syrienne ne contrôle plus aucun territoire dans le gouvernorat d'Idleb, seuls les villages de Foua et de Kafraya, assiégés et encerclés, restent tenus par les miliciens des Forces de défense nationale.

## Les pertes

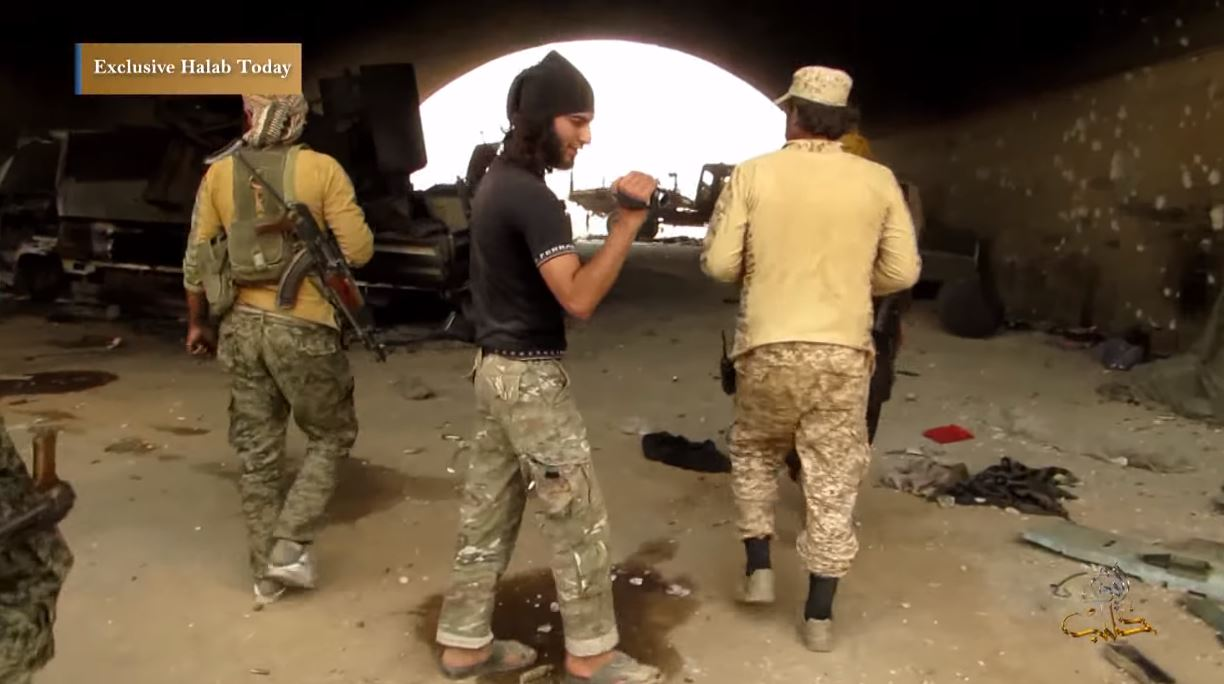
Des djihadistes du Front al-Nosra dans la base d'Abou Douhour, le 11 septembre 2015, après sa capture.

Le 10 septembre, l'OSDH affirme qu'au moins 56 soldats du régime ont été tués, au moins 40 faits prisonniers, plusieurs dizaines portés disparus et fait également état d'exécutions sommaires,.
Le 19 septembre, l'OSDH déclare qu'au moins 71 prisonniers ont été exécutés dans les jours qui ont suivi la chute de la base aérienne. Parmi ces derniers, 56 ont été fusillés entre le 14 et le 19 septembre. Selon l'ONG, tous les soldats qui défendaient l'aéroport ont été tués, capturés ou sont portés disparus,,,. 
Le 25 novembre, le Front al-Nosra diffuse une vidéo montrant l'exécution de 42 soldats syriens, fusillés dans le dos.

## Suites
Le 20 janvier 2018, l'armée syrienne reprend la base aérienne.

## Vidéographie
- [vidéo] « Inside the Battle: Al Nusra-Al Qaeda in Syria », Vice news, 2015.